# ルーサー・ヘッド
ルーサー・ヘッド（Luther D. Head, 1982年11月26日 - ）はアメリカ合衆国の元バスケットボール選手。イリノイ州シカゴ出身。ポジションはポイントガード、シューティングガード。191cm、84kg。

## 経歴

### NBA入り前
シカゴを代表する高校生プレイヤーだったヘッドはマンリーアカデミー高校卒業後、イリノイ大学に進学。最初の2シーズンは控え選手としてプレイしたが、3年目となる2002-03シーズンにはチームのヘッドコーチが代わったこともあり、ヘッドの出場時間は大幅に増えた。ディー・ブラウン、デロン・ウィリアムスらとともに強力なバックコート陣を形成し、ヘッド自身はシューティングガードとしてオールランドなプレイでチームに貢献した。04-05シーズンには開幕から29連勝し、同校は全米ランキング1位にランクされ、カンファレンス連覇を果たした。ヘッドはチームハイとなる1試合平均15.6得点をあげ、AP通信選出のオールアメリカンチームなどに選ばれた。NCAAトーナメントでも勝ち進んだイリノイは決勝でノースカロライナ大学と対戦するも惜しくも敗れた。ヘッドはFinal4オールトーナメントチームに選ばれた。

### NBA時代
2005年のNBAドラフトにてヒューストン・ロケッツから1巡目24位指名を受けてNBA入りを果たす。学生時代は主にシューティングガードでプレイしていたが、サイズの問題などで、ポイントガードにコンバートされた。ルーキーイヤーとなった05-06シーズンは先発PGのレイファー・アルストンなど、チームに故障者が多かったこともあり、ルーキーのヘッドにも多くの出場時間が与えられた。持ち前のシュート力を活かし、1試合平均8.8得点をあげ、オールルーキーセカンドチームに選ばれた。翌06-07シーズンにはシックスマンに定着、得意のスリーポイントシュートは成功率44.1%を残し、リーグ4位にランクしたが、続く07-08シーズンは成績を落とし、さらに08-09シーズン中にはロケッツから解雇されるという憂き目に遭う。解雇後、マイアミ・ヒートと契約する。シーズン後、インディアナ・ペイサーズと契約。